# Martin Frändesjö
Lars Gunnar Martin Frändesjö (Gotemburgo, 18 de julho de 1971) é um ex-handebolista profissional e treinador sueco, medalhista olimpico.
Martin Frändesjö fez parte dos elencos medalha de prata de Atlanta 1996 e Sydney 2000. Ele é campeão mundial, e quatro vezes europeu.